# شاون کراس
شاون کراس (انگلیسی: Shauna Cross) فیلم‌نامه نویس، رمان‌نویس و ورزشکار سابق آمریکایی‌ست.